# Louis Delâge
Pour les articles homonymes, voir Delage.
Louis Delâge, né le 22 mars 1874 et mort le 14 décembre 1947, est un ingénieur et industriel français, fondateur de la marque de voitures de prestige Delage en 1905.

## Biographie

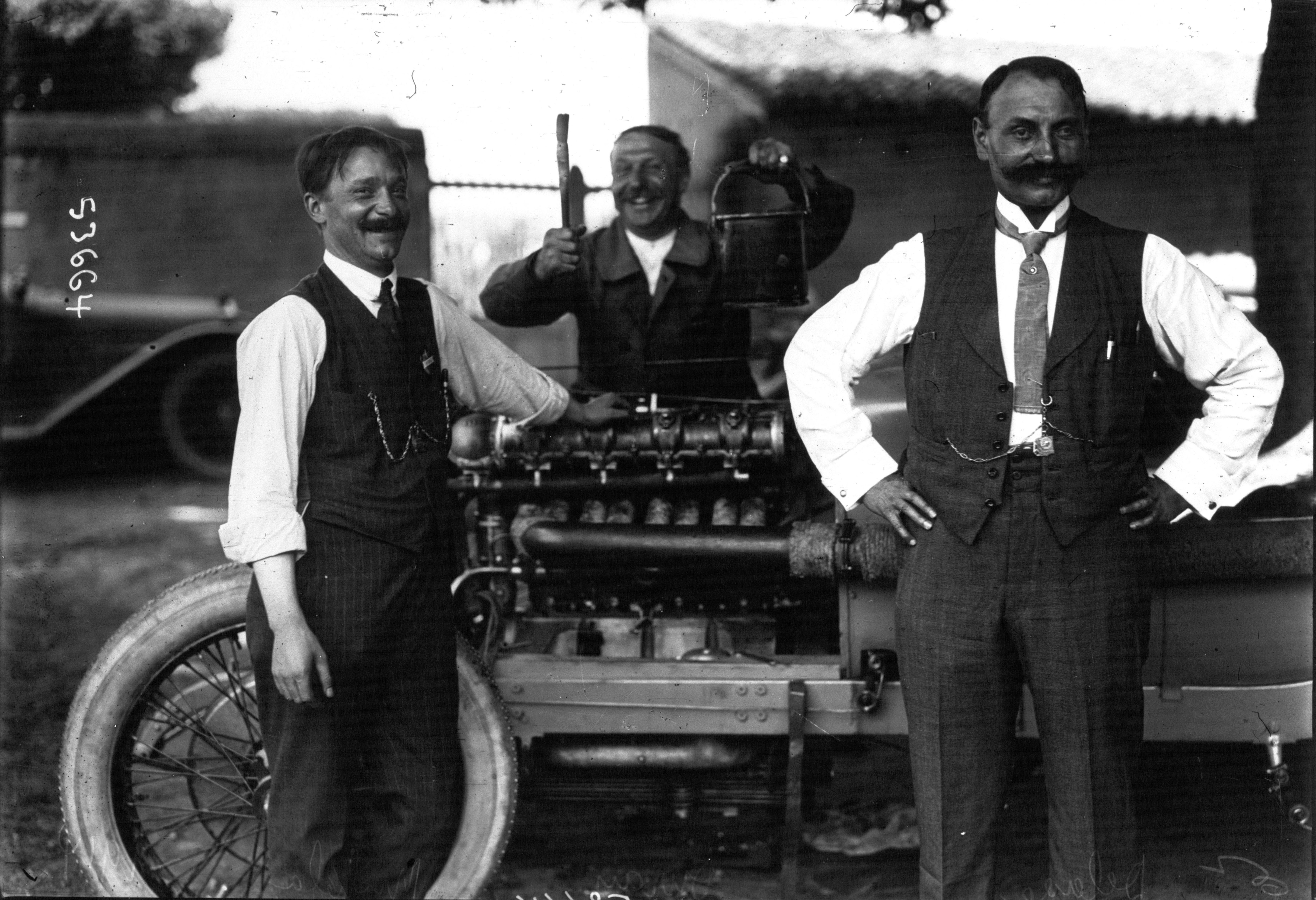
Avec Arthur Michelat, Arthur Duray, et leur Delage Type S du Grand Prix automobile de France 1914.

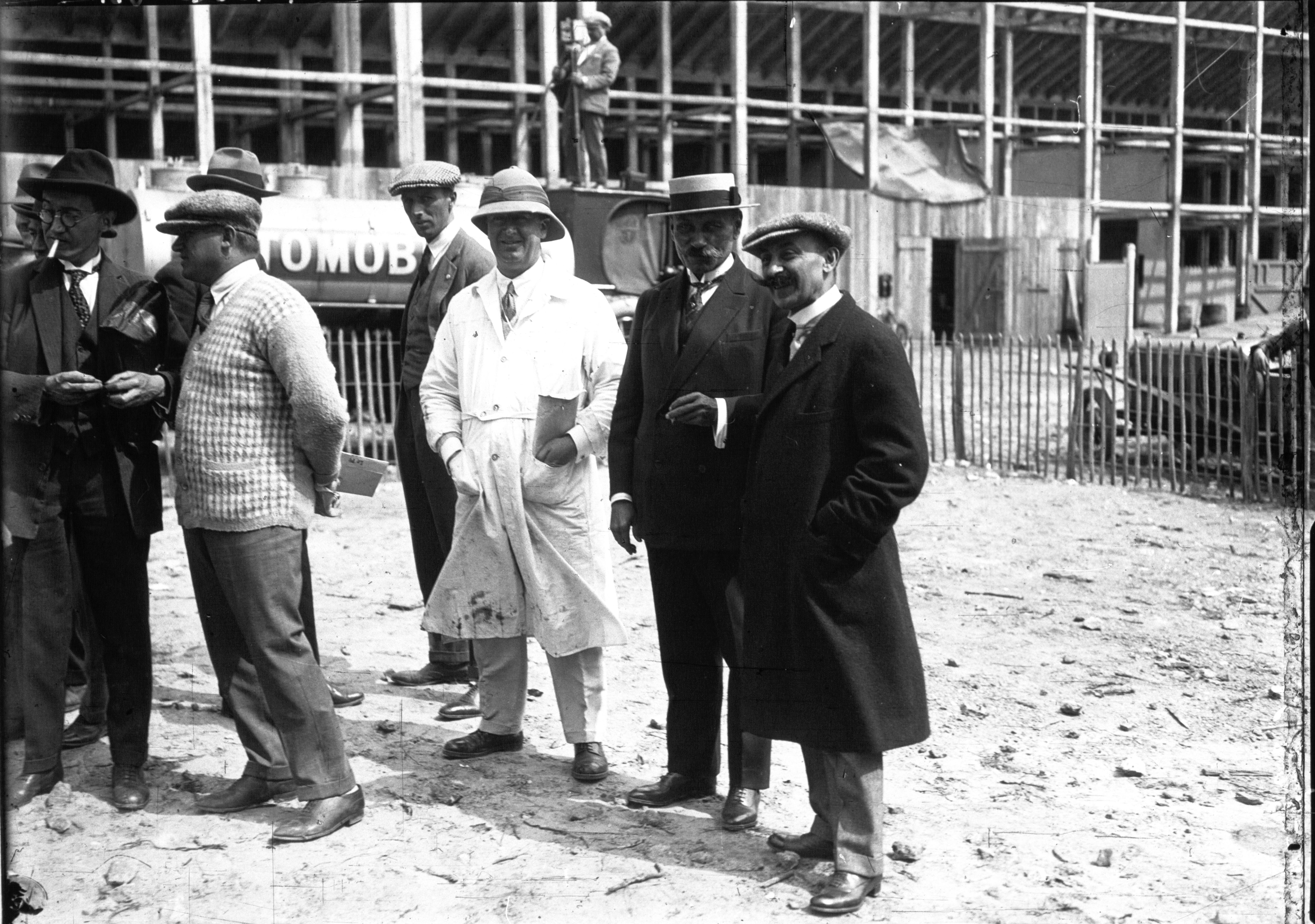
Avec Ettore Bugatti au Grand Prix automobile de France 1925.

Louis Delâge naît à Cognac en Charente dans un milieu modeste, où enfant, il perd l'usage d'un œil. Il intègre (comme Émile Delahaye) l'école nationale supérieure d'arts et métiers d'Angers en 1890 (à l'âge de 16 ans) d'où il sort diplômé ingénieur en 1893. Il réalise son service militaire de deux ans à Bône en Algérie, où il reste jusqu'en 1895 pour travailler dans une entreprise de travaux publics, puis commence sa carrière à la Compagnie des chemins de fer du Midi, pour le compte de laquelle il effectue du suivi de travaux pendant cinq ans.
Passionné d'automobile, il crée en 1900 un bureau d'études qui travaille pour les principales marques de l'époque, dont Peugeot qui l'embauche en 1903. Souhaitant retrouver sa liberté entrepreneuriale, il fonde avec succès le 10 janvier 1905 la société en commandite simple Delage et Cie, avec bureaux et ateliers à Levallois-Perret au nord-ouest de Paris, où il invente plusieurs types de moteurs. Il transfère son entreprise à Courbevoie en 1911, et oriente son industrie vers la production de voitures Delage de prestige. Après la Première Guerre mondiale, il produit également des voitures de course et remporte de nombreux succès en compétition automobile, avec entre autres ses Delage 2LCV à moteur V12 ou Delage 15 S8 8 cylindres champion du monde des manufacturiers 1927…
Louis Delâge est alors domicilié au no 140 de l’avenue des Champs-Élysées à Paris. Parallèlement, il choisit de résider également à Saint-Briac-sur-Mer en Ille-et-Vilaine, au-dessus de la plage de la Salinette. Il y possède deux maisons proches l’une de l’autre, qu’il a fait construire près de la placette qui porte aujourd’hui son nom, la Campanella et le chalet du Tertre. Dans celui-ci, Louis Delâge peut s'isoler et prendre du recul. Dans son atelier breton, il dessine certains de ses modèles, comme la Delage D6-70 à moteur 6 cylindres. De nombreux pilotes viennent alors à Saint-Briac faire des essais automobiles. Louis Delâge est aussi propriétaire d‘une vedette stationnée sur la commune. C'est un bateau magnifique qui suscite l'admiration des briacins et l’industriel aime ainsi embarquer les connaisseurs des bons coins de pêche. Par ailleurs, étant généreux et très populaire, il aime prendre le temps de s’investir dans la vie locale en participant activement à l'organisation de fêtes ou en donnant un coup de main aux écoles,.

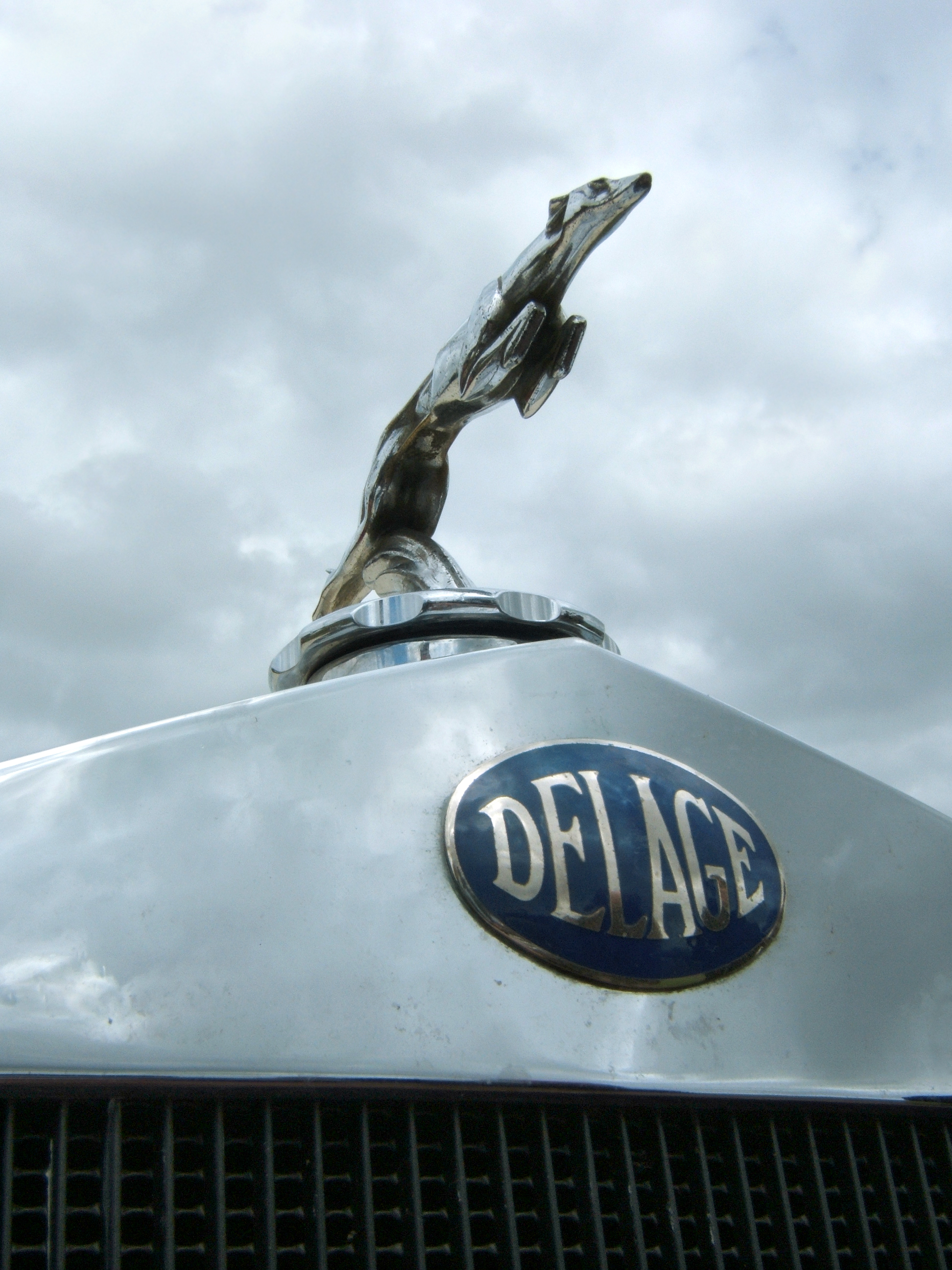
Calandre et bouchon de radiateur Delage.

La Grande Dépression des années 1930 le contraint à fermer les usines de son empire  industriel de 3 000 salariés de Courbevoie en avril 1935, et à revendre ses parts à son principal concurrent Delahaye, dont il devient filiale des modèles haut de gamme (avec en particulier ses Delage D6 et Delage D8). 
À la fin de sa vie, il se convertit au catholicisme et mène une vie religieuse simple ponctuée de nombreux pèlerinages où il se rend à pied et à bicyclette à Notre-Dame de Chartres, à la Basilique Sainte-Thérèse de Lisieux et au pèlerinage de Lourdes. Criblé de dettes, il divorce de sa seconde épouse dans les années 1940, à qui il laisse son château et important domaine du Pecq dans les Yvelines. Il passe les dix dernières années de sa vie au Vésinet, et disparaît en 1947 (à l'âge de 73 ans) à la maison de retraite du Pecq, où il est inhumé dans son caveau familial.

## Distinctions
- Chevalier de la Légion d'honneur (23 février 1925)[12] en qualité de président de la Société des ingénieurs Arts et Métiers à Paris. Il est fait chevalier par Edmond Labbé le 10 mars 1925.

- Le 29 décembre 2017, la municipalité de Saint-Briac-sur-Mer sur la Côte d’Emeraude en Ille-et-Vilaine inaugure la place Louis-Delâge, à l'angle de la rue de la Salinette et de la rue des Mimosas, en présence de Didier Delâge, un de ses arrière-petits-fils, et d’une splendide Delage D6-70 à 6 cylindres, un coach de 1936 dessiné par Louis Delâge dans son atelier briacin et carrossé par Chapron[7],[8],[5],[13].
- Le lycée technique de Cognac porte le nom de Louis Delage